# سد پا ساک جلسید
سد پا ساک جلسید (به لاتین: Pa Sak Jolasid Dam) یک سد خاکی در تایلند است که در Nong Bua واقع شده‌است.